# إليانور هولم
إليانور هولم (بالإنجليزية: Eleanor Holm) (6 ديسمبر 1913 – 31 يناير 2004) كانت سبّاحة، من الولايات المتحدة، مثّلت بلادها في الألعاب الأولمبية الصيفية 1932، والألعاب الأولمبية الصيفية 1928، وسباحة في الألعاب الأولمبية الصيفية 1932 – سيدات 100 متر ظهر ‏.

## وصلات خارجية
- إليانور هولم على موقع IMDb (الإنجليزية)
- إليانور هولم على موقع قاعدة بيانات الفيلم (الإنجليزية)

- إليانور هولم على موقع الاتحاد الدولي للسباحة (الإنجليزية)
- إليانور هولم على موقع قاعة مشاهير السباحة العالمية (الإنجليزية)
- إليانور هولم على موقع اللجنة الأولمبية الدولية (الإنجليزية)
- إليانور هولم على موقع أوليمبيديا (الإنجليزية)